# Troglohyphantes giromettai
Troglohyphantes giromettai är en spindelart som först beskrevs av Kulczynski 1914.  Troglohyphantes giromettai ingår i släktet Troglohyphantes och familjen täckvävarspindlar.
Artens utbredningsområde är Kroatien. Inga underarter finns listade i Catalogue of Life.